# Па-де-Кале

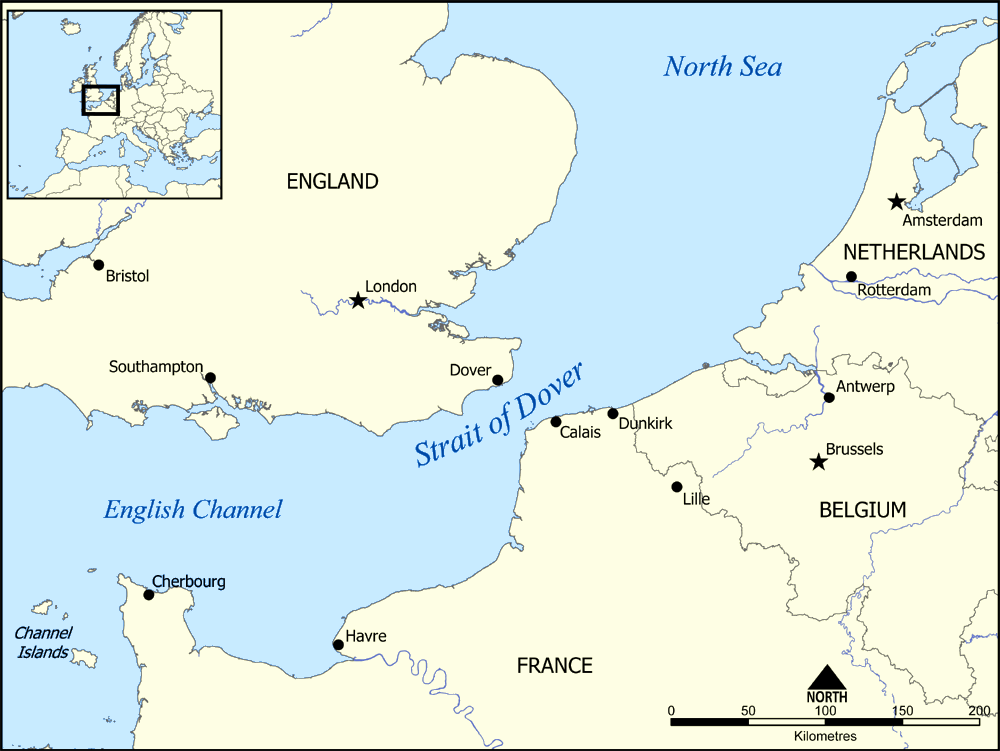
Мапа розташування Па-де-Кале

Па-де-Кале́, (фр. Pas de Calais, англ. Strait of Dover, нід. Nauw van Calais або Straat van Dover) Дуврська протока, протока між материковою частиною Європи (Франція) і островом Велика Британія. Утворилась в антропогені при опусканні й затопленні суші між материком Європи та Британськими островами.
- Ширина (у найвужчому місці) — 29 км.
- Глибина — до 64 м.

Служить входом у протоку Ла-Манш із боку Північного моря.
У ясний день можна бачити протилежну берегову лінію і будівлі берегової лінії неозброєним оком.
Під дном Па-де-Кале проходить Євротунель.
Протока Па-де-Кале є одним із найзавантаженіших судноплавних шляхів у світі (близько 400 суден/добу).

## Геологічне утворення

Прорив передльодовикового озера Доггерланду

Протока, як вважають, була створена через ерозію. На місці сучасної протоки, південно-східніше Вельду між Великою Британією і Континентальною Європою існував суходіл. У східній частині цього давнього продовження Вельду є крейдяний регіон Булонь на місці Па-де-Кале. Переважно підвалина на англійському та французькому боці і на морському дні між ними — крейда. Ця підвалина дозволила пробити без ускладнень Євротунель.
Рейн впадав на північ, в Північне море, коли рівень моря впав під час початку першого плейстоценового льодовикового періоду. Лід утворив греблю від Скандинавії до Шотландії, Рейн і Темза, дренуючи більшу частину Північної Європи, створили величезне озеро за греблею, яка в кінцевому підсумку прорвалась за Вельд у Ла-Манш. Цей переповнений канал поступово розширювався і поглиблювався в протоці Па-де-Кале. Вузький глибокий канал уздовж центральної частини протоки був руслом Рейну в останній льодовиковий період.
Тим не менш, нове дослідження Гупта та ін. (2007) довели, що Па-де-Кале був створений у результаті ерозії, викликаної двома великими повенями. Перша повінь відбулася близько 425 000 років тому, коли льодовикова гребля озера в південній частині Північного моря переповнилась і вода зруйнувала крейдяне пасмо антикліналі Вельд-Артуа під час катастрофічної ерозії та повені. Після цього Темза і Шельда прямували через прохід в Англійський канал, але Маас і Рейн й надалі прямували на північ. Друга повінь відбулась близько 225 000 років тому, Маас і Рейн були перегороджені льодовиковою греблею з півночі утворюючи озеро, гребля на півдні була зруйнована катастрофічною повінню через високий слабкий бар'єр (можливо з крейди або з льодовикової морени). Обидві повені прямували сухим дном Па-де-Кале та Ла-Маншу.

### Останній льодовиковий період
Під час останнього льодовикового періоду 110—12 тисяч років тому дно протоки переважно залишалось сухим через низький рівень моря. Маас, Шельда і Темза були притоками Рейну. Сомма й Сена, а також річки південної Англії впадали в Ла-Манш. Ця ситуація змінилась близько 8000 років тому, коли піднявся рівень моря і Північне море через Па-де-Кале знову з'єдналось із Ла-Маншем.

## Битви
Протока Па-де-Кале була ареною декількох історичних морських битв, зокрема, першої битви англійського флоту та іспанської «Непереможної Армади» (1588 рік). Під час Першої світової війни Булонь була головною базою флоту, а Дувр був штаб-квартирою «Дуврського патруля», який захищав судноплавство в протоці. У 1940 році війська союзників евакуювалися з Дюнкерку через протоку.

## Порти
- Дувр
- Кале
- Булонь
- Дюнкерк.